# Mikołaj Zaklika z Międzygórza

Herb rodowy Zaklików

Mikołaj Zaklika z Międzygórza (Zaklika z Mydlnik, Zaklika z Międzygorza) herbu Topór, (zm. 1408) – kanclerz wielki koronny (w latach 1386–1404). Był synem wojewody sandomierskiego, Jana Zakliki z Międzygórza, który otrzymawszy od króla Kazimierza Wielkiego wieś Międzygórze stał się protoplastą rodu Zaklików. Jako jeden z dwóch synów Jana został przeznaczony do stanu duchownego – pełnił urząd proboszcza sandomierskiego. W 1386 porzucił stan duchowny i został kanclerzem koronnym. Był jednym z wykonawców testamentu królowej Jadwigi.
W 1401 roku był sygnatariuszem unii wileńsko-radomskiej.